# Alliance Air
Alliance Air è una compagnia aerea regionale indiana, filiale regionale di Air India. 
La sua base principale è situata all'Aeroporto Internazionale Indira Gandhi di Delhi.
Opera con 357 voli settimanali su 25 destinazioni nazionali per conto di Air India.
Per alcuni anni è stata denominata Air India Regional , per riprendere il nome originale nel 2017.

## Storia
La compagnia aerea fu fondata il 1º aprile 1996 con il nome di Alliance Air come compagnia aerea a basso costo di Indian Airlines, iniziando le operazioni di volo il 21 giugno 1996. 
Quando nel 2011 Indian Airlines venne integrata in Air India, la compagnia venne ridenominata in Air India Regional, in quanto Air India aveva già una filiale low-cost, Air India Express. La flotta di Boeing 737-200/Adv di Alliance Air, ormai vecchi, furono convertiti in cargo e utilizzati da Air India Cargo.

## Flotta
Al gennaio 2017 la flotta era composta da:

## Incidenti aerei
- Il 29 luglio 1998 9 persone rimasero uccise, (6 a bordo e 3 a terra), quando il velivolo registrato VT-EJW di Alliance Air in volo da Kochi a Thiruvananthapuram, precipitò nei pressi di Kochi, nel Kerala, in India.
- Il 17 luglio 2000 il Volo Alliance Air 7412, operato da un Boeing 737-2A8/Adv (registrato VT-EGD) cadde vicino all'Aeroporto di Lok Nayak Jayaprakash di Patna, in Bihar, uccidendo 60 persone.